# Hoikkajärvi (sjö i Finland, Kajanaland, lat 64,70, long 29,37)
Hoikkajärvi är en sjö i Finland. Den ligger i kommunen Suomussalmi i landskapet Kajanaland, i den centrala delen av landet, 500 km norr om huvudstaden Helsingfors. Hoikkajärvi ligger 208 meter över havet. Den är 8,5 meter djup. Arean är 30,5 hektar och strandlinjen är 5,03 kilometer lång. Sjön  ingår i Uleälvens huvudavrinningsområde. 